# Вонсош (Великопольське воєводство)
Вонсош (пол. Wąsosz) — село в Польщі, у гміні Злотув Злотовського повіту Великопольського воєводства.
Населення — 149 осіб (2011).
У 1975-1998 роках село належало до Пільського воєводства.

## Демографія
Демографічна структура станом на 31 березня 2011 року:
|          | Загалом | Допрацездатний вік | Працездатний вік | Постпрацездатний вік |
| -------- | ------- | ------------------ | ---------------- | -------------------- |
| Чоловіки | 84      | 14                 | 65               | 5                    |
| Жінки    | 65      | 11                 | 41               | 13                   |
| Разом    | 149     | 25                 | 106              | 18                   |